# Alata (Mali)
Alata ist eine ländliche Gemeinde im Kreis Tidermène in der Region Ménaka im Südosten von Mali. Das Verwaltungszentrum (chef-lieu) befindet sich in Tedjerit. Die Gemeinde wurde 2001 durch die Teilung der großen ländlichen Gemeinde Tidermène gegründet. Die Umsetzung der Region Ménaka im Jahr 2016 führte zur Erhebung von Tidermènes zu einem Kreis, und Alata wurde wieder in ihn aufgenommen. Ab 2017 ist der Bürgermeister Frataye Ag Etaw.